# Scottsburg (Indiana)
Scottsburg es una ciudad ubicada en el condado de Scott en el estado estadounidense de Indiana. En el Censo de 2010 tenía una población de 6.747 habitantes y una densidad poblacional de 513,61 personas por km².

## Geografía
Scottsburg se encuentra ubicada en las coordenadas 38°41′13″N 85°47′2″O / 38.68694, -85.78389, a poca distancia al norte del río Ohio. Según la Oficina del Censo de los Estados Unidos, Scottsburg tiene una superficie total de 13.14 km², de la cual 13.09 km² corresponden a tierra firme y (0.37%) 0.05 km² es agua.

## Demografía
Según el censo de 2010, había 6.747 personas residiendo en Scottsburg. La densidad de población era de 513,61 hab./km². De los 6.747 habitantes, Scottsburg estaba compuesto por el 97.18% blancos, el 0.3% eran afroamericanos, el 0.24% eran amerindios, el 0.93% eran asiáticos, el 0.04% eran isleños del Pacífico, el 0.74% eran de otras razas y el 0.56% pertenecían a dos o más razas. Del total de la población el 1.84% eran hispanos o latinos de cualquier raza.